# Šebestián Hněvkovský

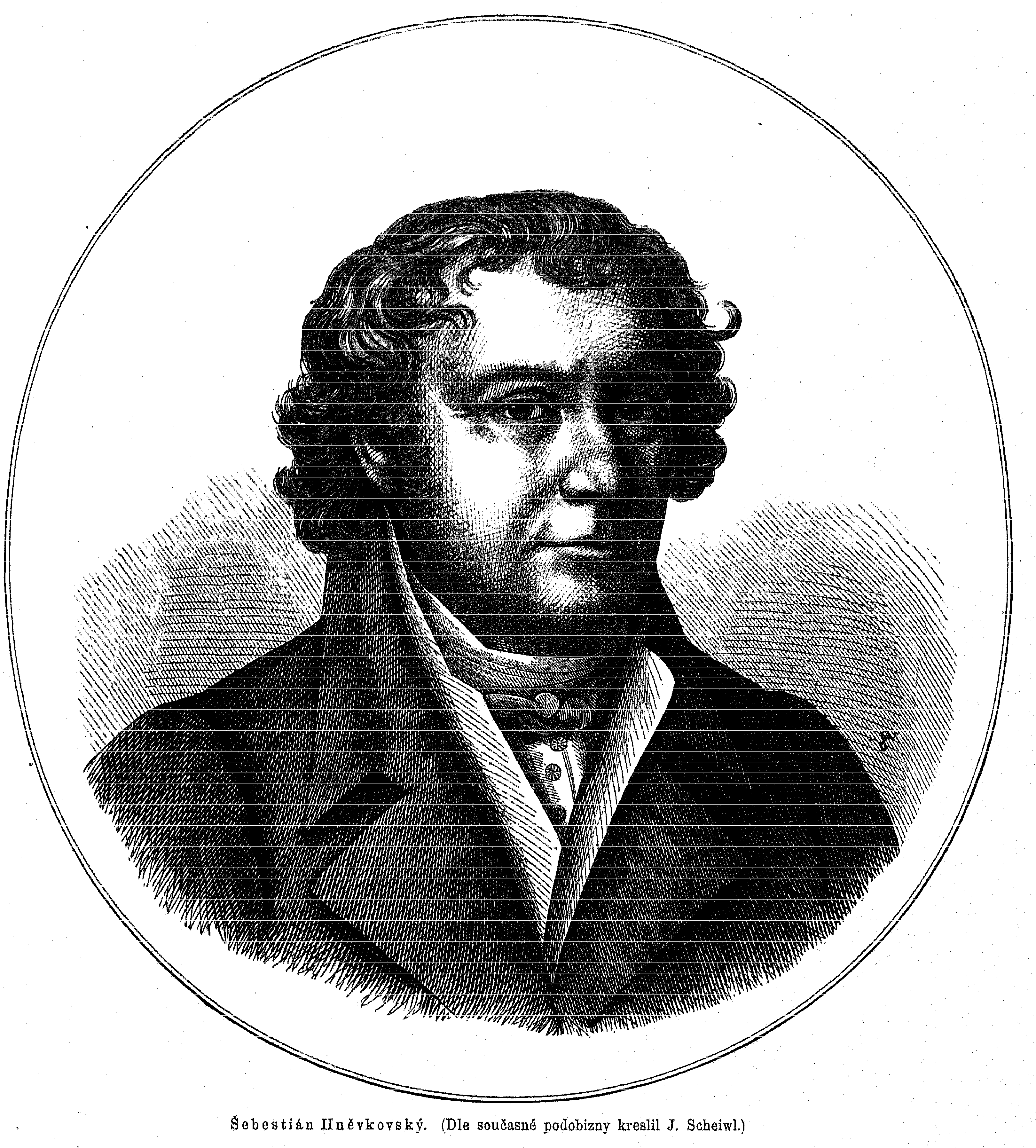
Šebestián Hněvkovský

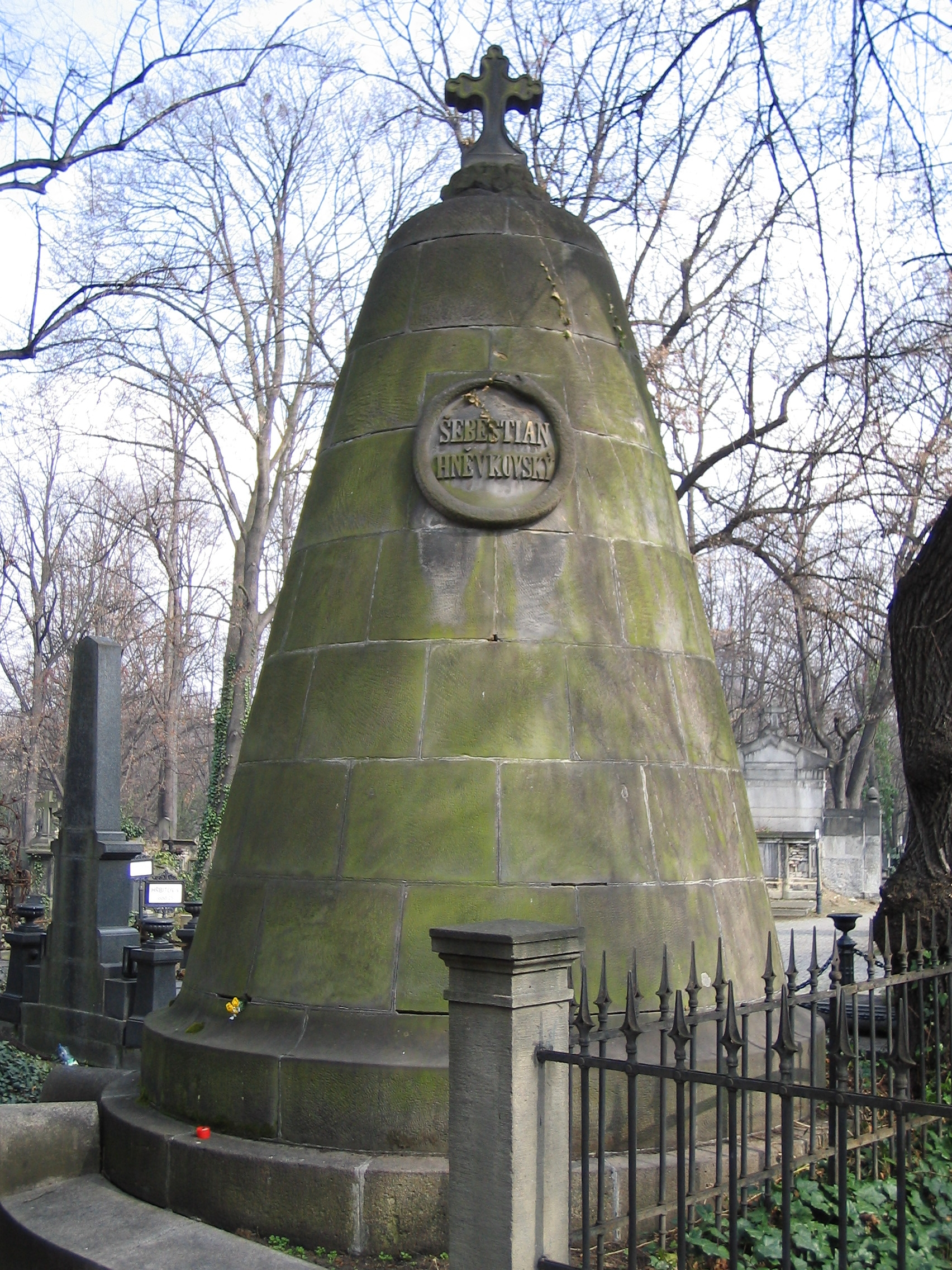
Hněvkovskýs Grab in Prag

Šebestián Hněvkovský (* 19. März 1770 in Žebrák; † 7. Juni 1847 in Prag) war ein tschechischer Jurist, nationaler Volksaufklärer und Dichter.
Er hatte Recht studiert und wirkte seit 1795 zehn Jahre als Stadtrat in Plánice bei Klatovy und anschließend elf Jahre in Žebrák, weitere zehn Jahre als Bürgermeister in Polička. Seinen Lebensabend verbrachte er in Prag.

## Werk
Seine meisten Werke entstanden in dem Lebensabschnitt als Stadtrat. Er ist gemeinsam mit Antonín Jaroslav Puchmajer Initiator und bedeutende Persönlichkeit der ersten neutschechischen Dichterschule. Im Gegensatz zu seinen Künstlerkollegen, die viele Ideen aus fremder Literatur schöpften, versuchte er sich in Originalität und wandte sich mehr und mehr dem Volk zu. Seine Gedichte sind aus diesem Grund auch stilistisch einfacher verfasst.

## Werke
- Epos Děvín – sein bestes Werk, als Buch 1805 veröffentlicht. Thema ist der erste Frauenkrieg nach dem Tod der Libuše. Einige der Frauen verweigerten sich der Unterwerfung durch die Přemysliden und verschanzten sich unter der Führung von Vlasta auf der Burg Děvín.
- Vnislav a Běla – Sentimentale Ballade
- Básně drobné – Gedichte, die zuvor schon im Almanach von Puchmajer publiziert wurden.
- „Der böhmische Mägdekrieg“, komisches Epos in 12 Gesängen (1805, als ernstes Epos umgearbeitet 1829)
- „Bruchstücke der Dichtkunst“ (1820)
- „Kleine Gedichte“ (1820)
- „Jaromir“, Trauerspiel (1836)
- „Heiratsanträge zu Kolodej“, Lustspiel (1839)
- „Neue Gedichte“ (1841)
- „Doktor Faust“, Gedicht (1844)
- Postum veröffentlichtes Trauerspiel „Przemysl Ottokar II.“.